# Korl Meyer
Korl Meyer, mit richtigem Namen Karl Meyer und vollem Namen Karl Heinrich Hermann Ernst Ludwig Meyer (* 4. Januar 1902 in Ribnitz; † 23. Mai 1945 ebenda) war ein deutscher Maler, Zeichner und Bühnentänzer.

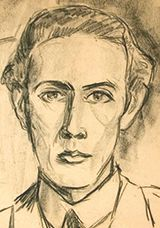
Korl Meyer: Selbstporträt

## Leben
Karl Meyer, in seinem Umfeld nur Korl genannt, war der Sohn des Ribnitzer Stadtdieners Hugo Meyer (* 1876) und dessen Frau Elise, geb. Janzen (* 1878). Er wuchs neben elf Geschwistern in bescheidenen Verhältnissen auf. Nachdem er die Ribnitzer Stadtschule von 1907 bis 1915 besucht hatte, absolvierte er in Schwerin eine Kellnerlehre. Aus Interesse an der Kunst begann er nach dem Ersten Weltkrieg neben seiner Arbeit mit dem Malen. Das in der Sommersaison verdiente Geld nutzte er für seine Ausbildung zum Kunstmaler.
So war er in den Wintersemestern 1921 bis 1924 bei Hans Hofmann in München an dessen 1915 gegründeter Hans Hofmann Schule für Bildende Kunst. Zum Wintersemester 1924/25 bewarb er sich an der Dresdner Akademie der bildenden Künste und wurde Schüler Otto Hettners. Nach Beurlaubung für das Semester 1925 war er Einzelschüler Hettners und nach dessen Erkrankung wechselte er zu Ludwig von Hofmann und wurde ab dem Semester 1928/29 dessen Einzelschüler. Finanzielle Schwierigkeiten führten mehrfach zu Unterbrechungen des Studiums und zum Sommersemester 1930 zum Ausschluss aus der Akademie. Meyer nahm seinen Wohnsitz in Moritzburg, wo ihm im Schlosspark ein kleines Gartenhaus, vom Hause Wettin überlassen, als Atelier zur Verfügung stand. Anfang 1931 kehrte er nach Ribnitz zurück. 1934 bat er um Wiederaufnahme in die Akademie. Er kam, obwohl eigentlich schon zu alt, auf Empfehlung des Rektors Richard Müller erneut nach Dresden, nun als Einzelschüler von Friedrich Krampf. Als Meisterschüler bei Krampf, verließ er Dresden bereits wieder 1936. Seine Arbeiten wurden in der Studienzeit mehrmals ausgezeichnet, etwa 1926 und 1927 mit einem Ehrenzeugnis und 1935 mit einer Prämie aus der Torniamenti-Stiftung.
Während seiner Dresdner Jahre war Meyer neben dem Kunststudium als Balletteleve und Statist des Sächsischen Staatstheaters an der Semperoper (1925/26 bis 1929). Die entsprechende Tanzausbildung erfolgte wohl in der von Mary Wigman geführten Schule für modernen Tanz, zu der persönliche Beziehungen bestanden.
Korl Meyer wurde nach seiner Dresdner Zeit wieder in Ribnitz ansässig und gehörte zum Umfeld der Maler der Künstlerkolonie Ahrenshoop. Seine Werke waren vorwiegend Landschafts- und Stadtbilder, Porträts und Stillleben. Die bevorzugten Motive fand er in seiner näheren Heimat, in Ribnitz und Stralsund, an der Ostsee- und Boddenküste, auf dem Fischland und Darß. Auch die Zerstörung Rostocks wurde 1942 von ihm festgehalten. Seine permanente wirtschaftliche Notlage nötigte ihn zum Gebrauch ungewöhnlicher Bildträger, etwa von Sackleinen, Rückseiten von Kalenderblättern, Packpapier oder dem beidseitigen Bemalen der Leinwände. Das Œuvre Meyers ist nur in Bruchstücken bekannt. Werke von ihm befinden sich im Kulturhistorischen Museum Rostock, im Deutschen Bernsteinmuseum Ribnitz-Damgarten und vielfach in Privatbesitz in Ribnitzer Haushalten, schon allein wegen des üblichen „Bild gegen Dienstleistung.“
Korl Meyer starb unterernährt an den Folgen einer schweren Lungenentzündung am 23. Mai 1945.

„Sein Strich verrät vitale Kraft und seine Farbe ist so vollsaftig, seine künstlerische Welt so erdennah, daß man angesichts seiner köstlichen Arbeiten aus der Stadt Ribnitz und der näheren Umgebung an einen spätgeborenen und doch in der Neuzeit stehenden ‚Holländer‘ denken könnte.“

## Werke (Auswahl)
- Im verschneiten Ribnitz. (1932)[5]

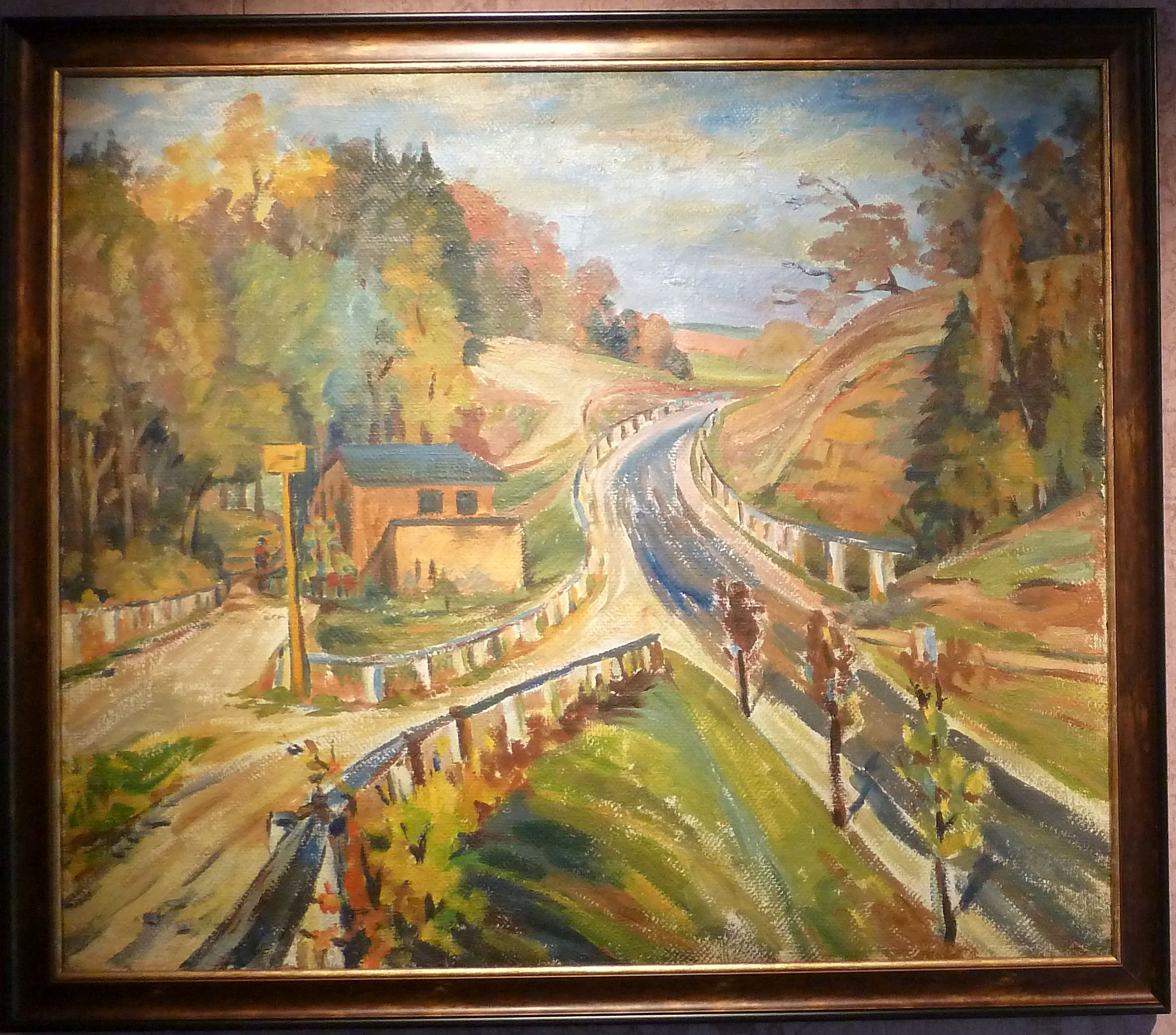
Gemälde von Korl Meyer im Kloster Ribnitz

- Windmühle im Mecklenburgischen. (um 1930)
- Steilküste. (1933)
- Die Wossidlo-Linde in Körkwitz. (1933)[5]
- Wintermorgen am Ribnitzer Stadtgraben. (1933)[5]
- Leuchtturm Darßer Ort. (1934)[5]
- Ribnitz. Rostocker Tor von Westen. (1934)
- Boddenlandschaft. (1934)
- Winterlandschaft mit Graben. (1936)
- Blick über den Bodden nach Damgarten. (1941)
- Selbstporträt.

## Ausstellungen
- 1931: Ausstellung im Ribnitzer Rathaus
- 1946: Georg Kaulbach und Korl Meyer Gedächtnisausstellung. Gemälde, Aquarelle, Zeichnungen, Skizzenbücher. Museum der Stadt Rostock, 14. Juli – 3. August 1946[6]
- 1969: Ausstellung im Ribnitzer Museum
- 1996: Deutsches Bernsteinmuseum, Ribnitz-Damgarten
- 2008: Korl Meyer: Stadt, Land, Leute. Deutsches Bernsteinmuseum, Ribnitz-Damgarten